# Kostel svatého Martina (Lidice)
Kostel svatého Martina v Lidicích byl barokně přestavěný farní kostel ze 14. století, který stával na návrší v původní obci Lidice a jehož pozůstatky se nacházejí v areálu Památníku Lidice. Kostel byl spolu s celou vsí vypálen nacisty dne 10. června 1942 a následně odstřelen a zlikvidován. Jako součást areálu Lidic byl prohlášen za národní kulturní památku.

## Historie

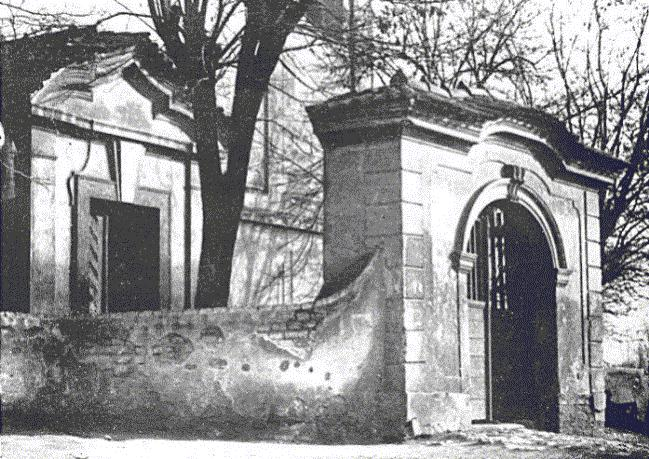
Branka, kdysi vchod na hřbitov okolo kostela

První zmínka o kostelu pochází z roku 1352, kdy je zmiňován již jako farní. Půdorys měl tehdy skromný a zaujímal pouze rozlohu pozdějšího presbytáře a sakristie. Za husitských válek byl v letech 1420 a 1421 vypálen a poté znovu zpustošen za třicetileté války. V letech 1640–1644 byl nákladně opraven a v téže době k němu byla přistavěna věž. V roce 1729 ho majitelka buštěhradského panství, velkovévodkyně Anna Marie Toskánská, nechala barokně přestavět a rozšířit. Stavba vedená architektem Václavem Špačkem byla dokončena v roce 1732. Díky své vyvýšené poloze se kostel stal nepřehlédnutelnou dominantou obce. Původní presbytář byl upraven na sakristii, z chrámové lodi vznikl presbytář a vystavěna byla nová loď s věží. Bohatě zdobený oltář svatého Martina sem velkovévodkyně Toskánská nechala převézt ze svého trvalého sídla v Zákupech. Pro kostel rovněž získala ostatky svatého Prima, které byly umístěny za oltářem v zasklené skříni. Okolo kostela se rozkládal původní lidický hřbitov (větší pohřebiště vzniklo později na návrší v jižní části vesnice, naproti současnému hřbitovu).
V roce 1741 došlo k porušení statiky a místo zděné kopule byla zřízena z prken a omítky plochá imitovaná klenba, vyzdobená freskou Nanebevzetí svatého Martina od Jana Karla Kováře. V roce 1852 byly na věž umístěny hodiny. Nástropní fresky restauroval v roce 1859 Antonín Friebel. Na hlavním oltáři původně stávala v zasklené skříni socha svatého Martina, která byla v roce 1861 nahrazena oltářním obrazem svatého Martina od Rudolfa Müllera.

## Zničení kostela
Přestože se ukázalo, že Lidice nemají s atentátem na Heydricha nic společného, Karl Hermann Frank na Heydrichově pohřbu 9. června 1942 v Berlíně předložil Hitlerovi svůj plán a obratem k němu dostal souhlas. Lidice měly být vyhlazeny, zlikvidovány.
Faráře Josefa Štemberku odvlekli nacisté z fary, aby jim kostel otevřel. Mezitím na faře uloupili dvě monstrance, dva kalichy a kostelní zlato a naložili je spolu s lidickými matrikami do služebních automobilů. Poté Max Rostock vedl faráře do Horákova statku. Během cesty ho s jiným členem SD surově kopal a bil. Přestože K. H. Frank rabování zakázal, Rostock a další příslušníci kladenského SD kostel vykradli a z fary vynesli balík, který pak ukryli.
Barokními soškami z kostela si velitel kladenské služebny gestapa Harald Wiesmann vyzdobil ve svém innsbruckém bytě krb.

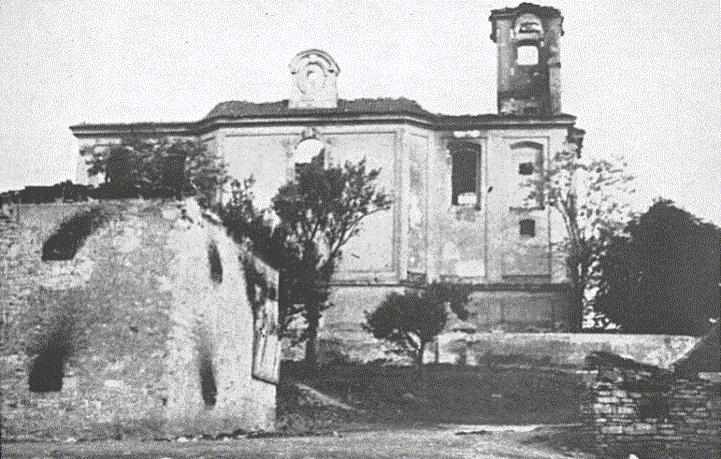
Vypálený kostel těsně před úplným zničením

Kostel byl nejprve zapálen, přičemž Horst Böhme se s velitelem pražského gestapa Hansem-Ulrichem Geschkem dohadoval, zda se kopule kostela při požáru zřítí, což se k jeho spokojenosti stalo. Farář Josef Štemberka strávil poslední hodiny života ve sklepě Horákova statku, kde se s ostatními muži modlil a žehnal jim. Byl zastřelen jako jeden z posledních.
Kostel byl následně odpálen a srovnán se zemí, stejně jako celé Lidice. Terénní úpravy v Lidicích probíhaly až do roku 1943.

## Současnost
Po druhé světové válce přislíbila Československá vláda obnovit a vybudovat Lidice v těsném sousedství původní vesnice.
Jediná věc, která se z kostela dochovala, jsou jeho vstupní dveře. Stalo se tak díky tomu, když se při ničení obce odvážely cennosti, byla vrata využita na povozech jako bočnice, které bránily padání nákladu. Aktuálně se nachází ve stálé expozici muzea Památníku.
V místě, kde kostel stával, je jeho půdorys vyznačen dlážděním vystupujícím několik centimetrů nad terén. Obvod tvoří pískovcové desky. Vnitřní prostor byl původně zalit betonem, dnes je místo zatravněno. K presbyteriu přiléhají na pravé straně základy sakristie.
V roce 2014 byl uprostřed základů zničeného kostela postaven nový venkovní oltář s obrazem Panny Marie Lidické. Obraz Panny Marie, která v rukou drží bílé plátno namísto dítěte, má připomínat zavražděné lidické děti. Autorem je kladenský výtvarník Zdirad Čech.

## Galerie

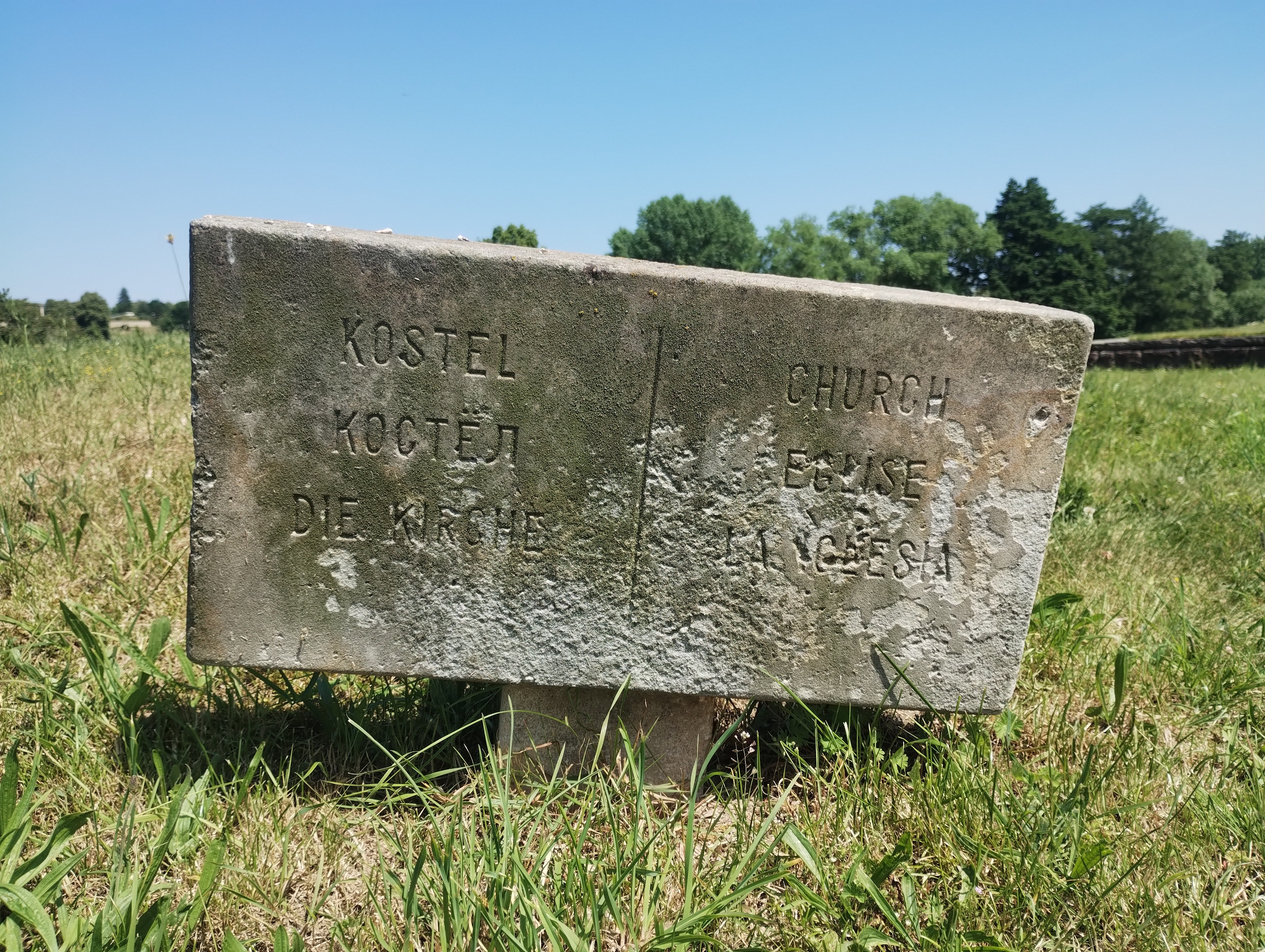
Nápis na kamenné desce před vstupem ke kostelu
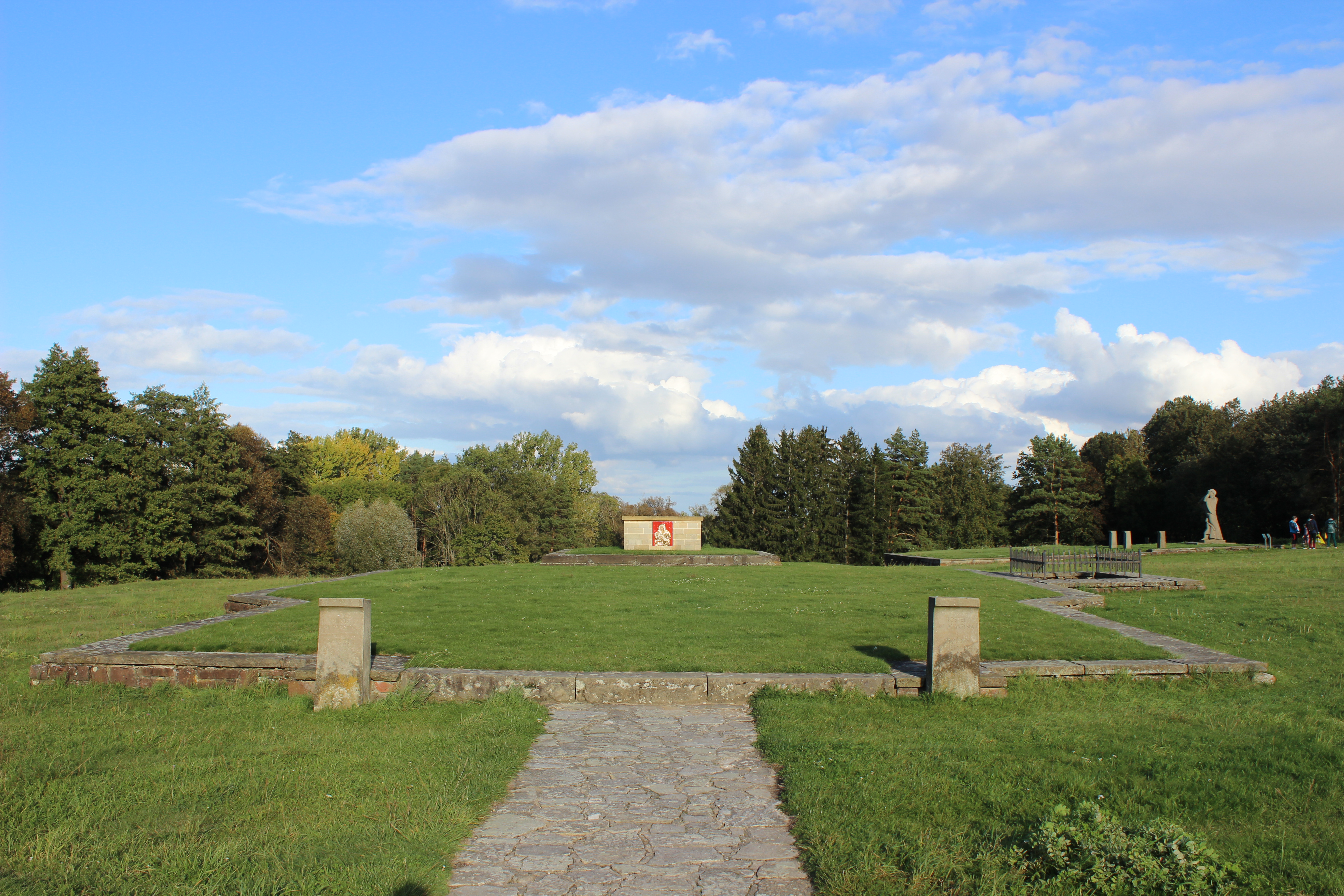
Pohled od vstupu
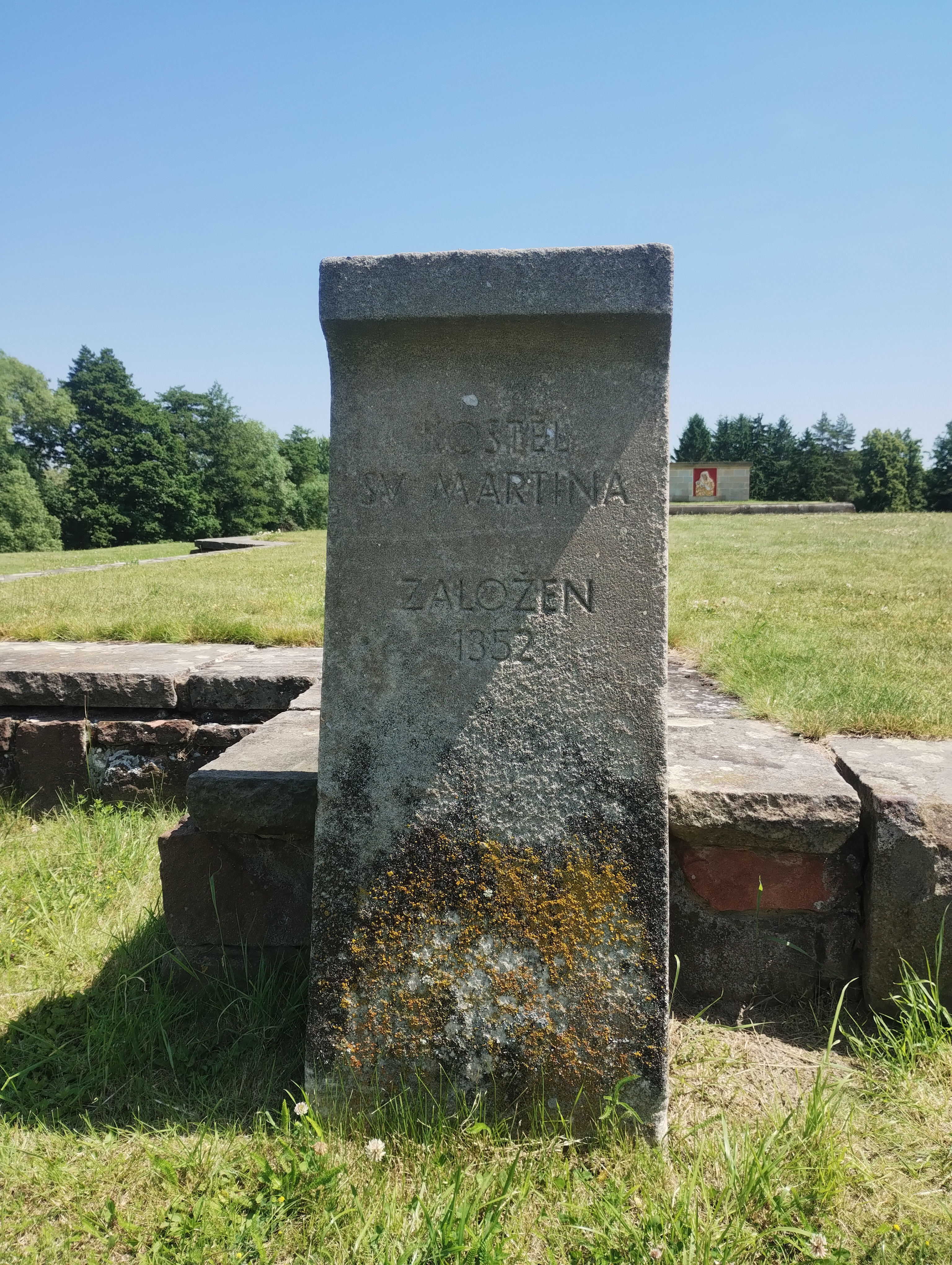
Levá stéla u vchodu
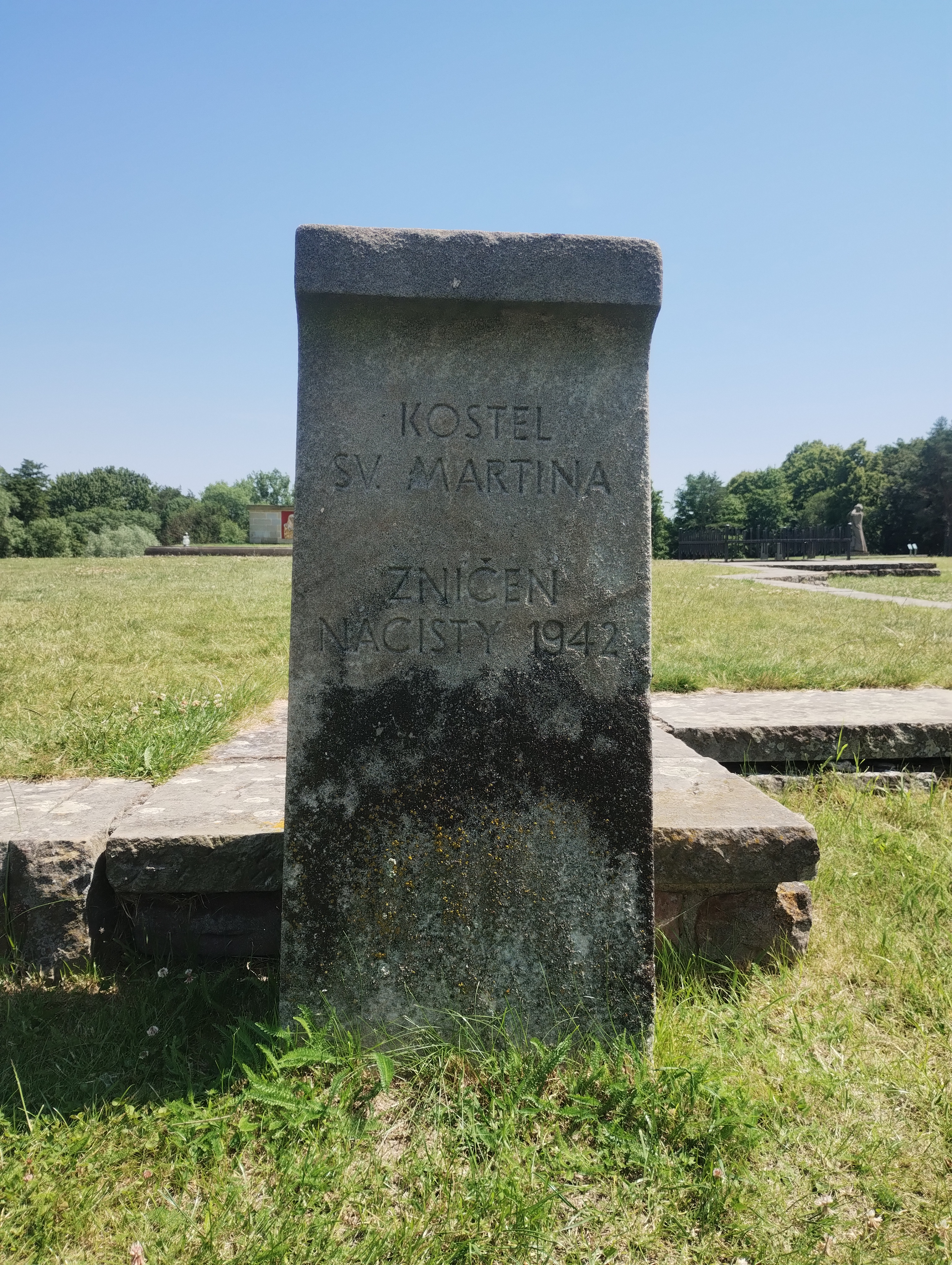
Pravá stéla u vchodu
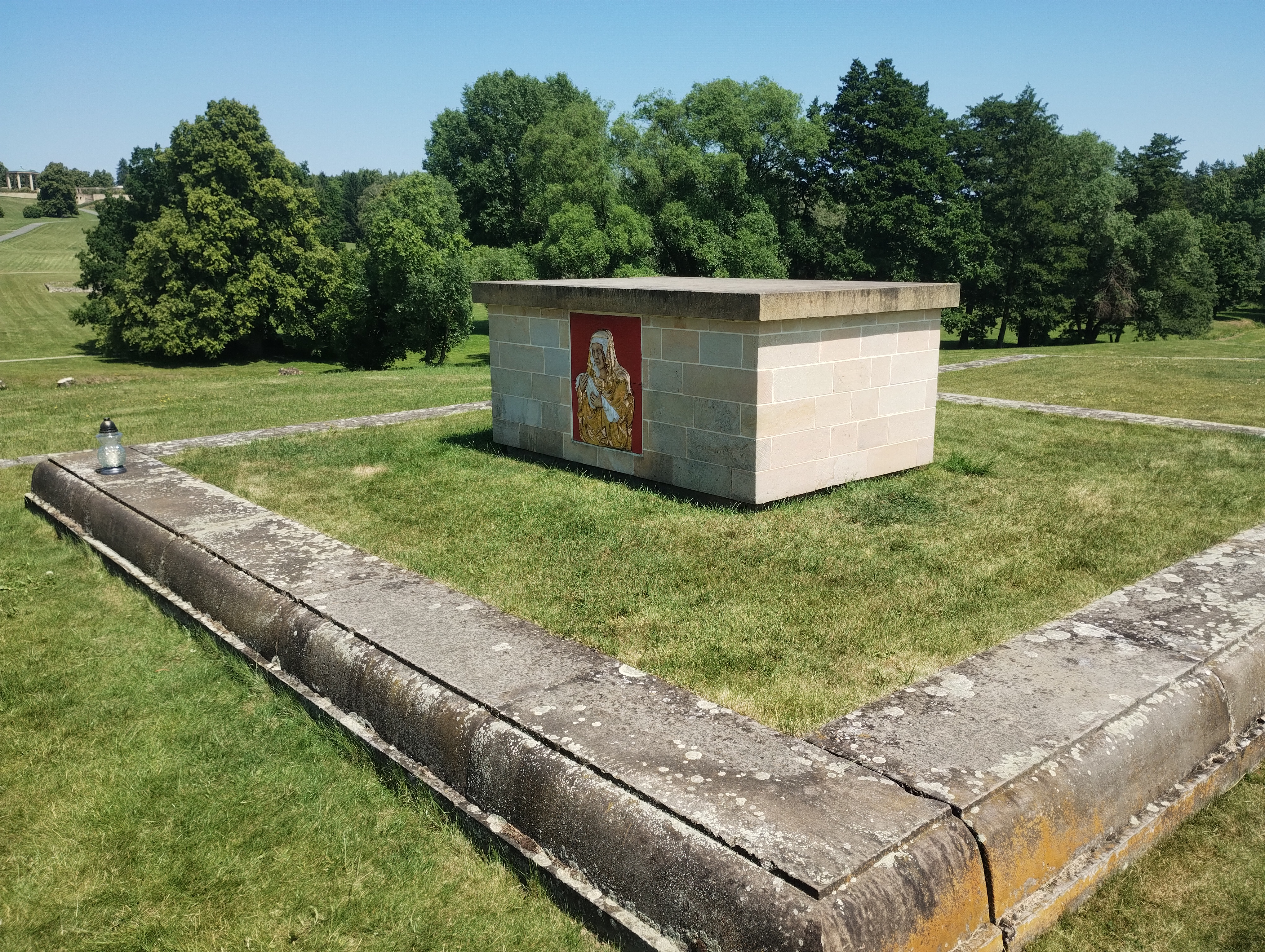
Nový oltář s obrazem Panny Marie Lidické
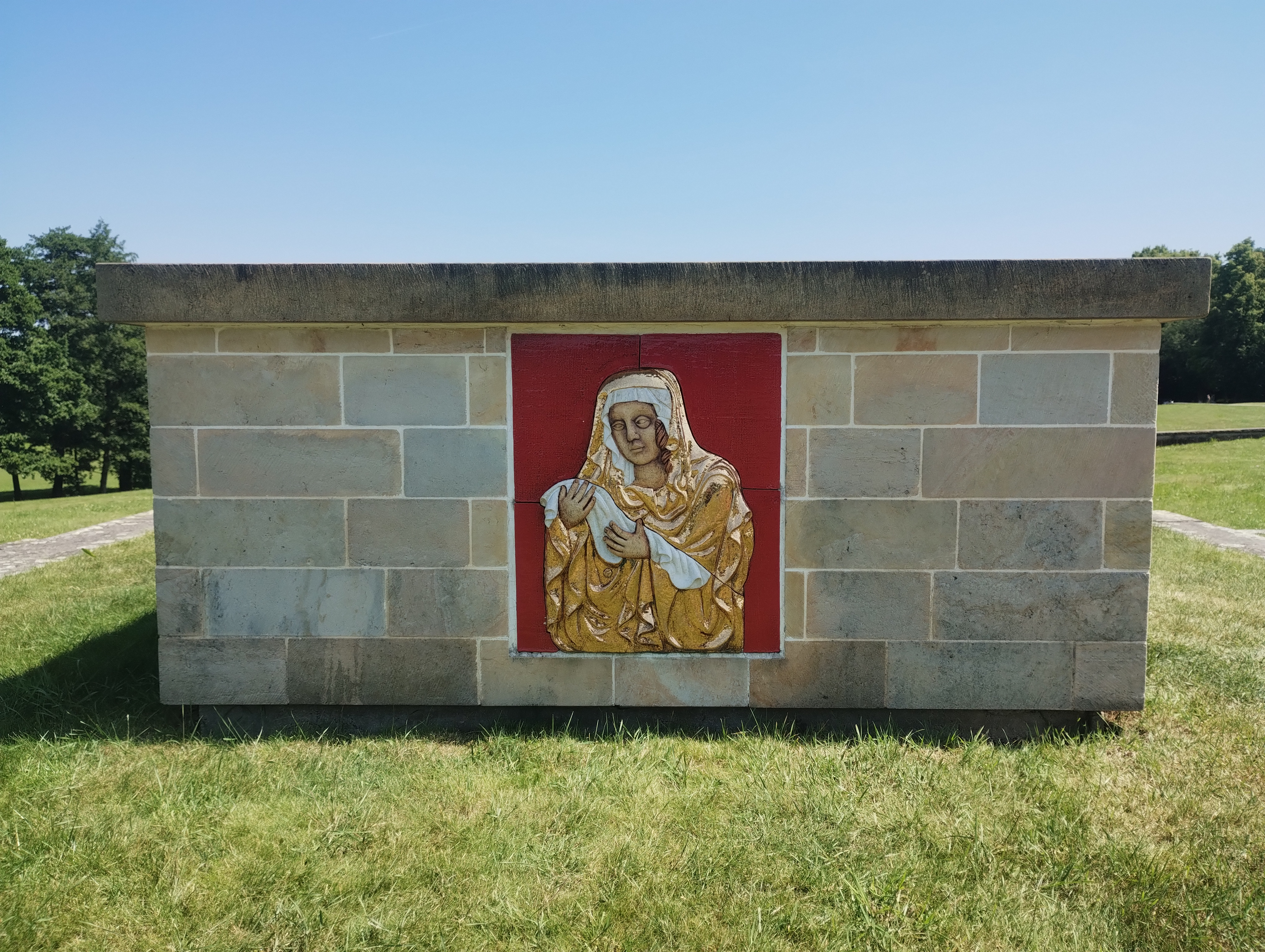
Obraz Panny Marie Lidické
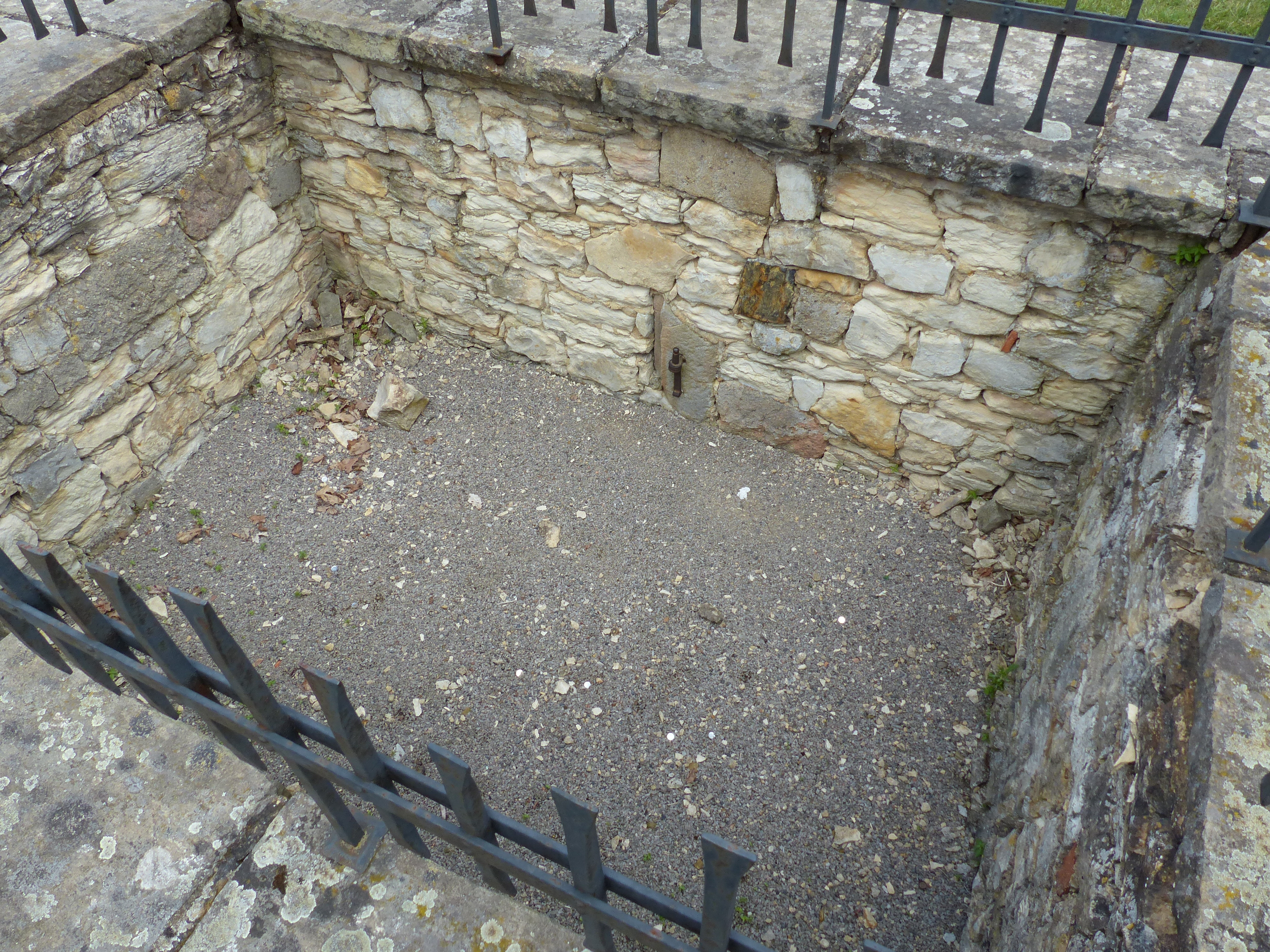
Sakristie
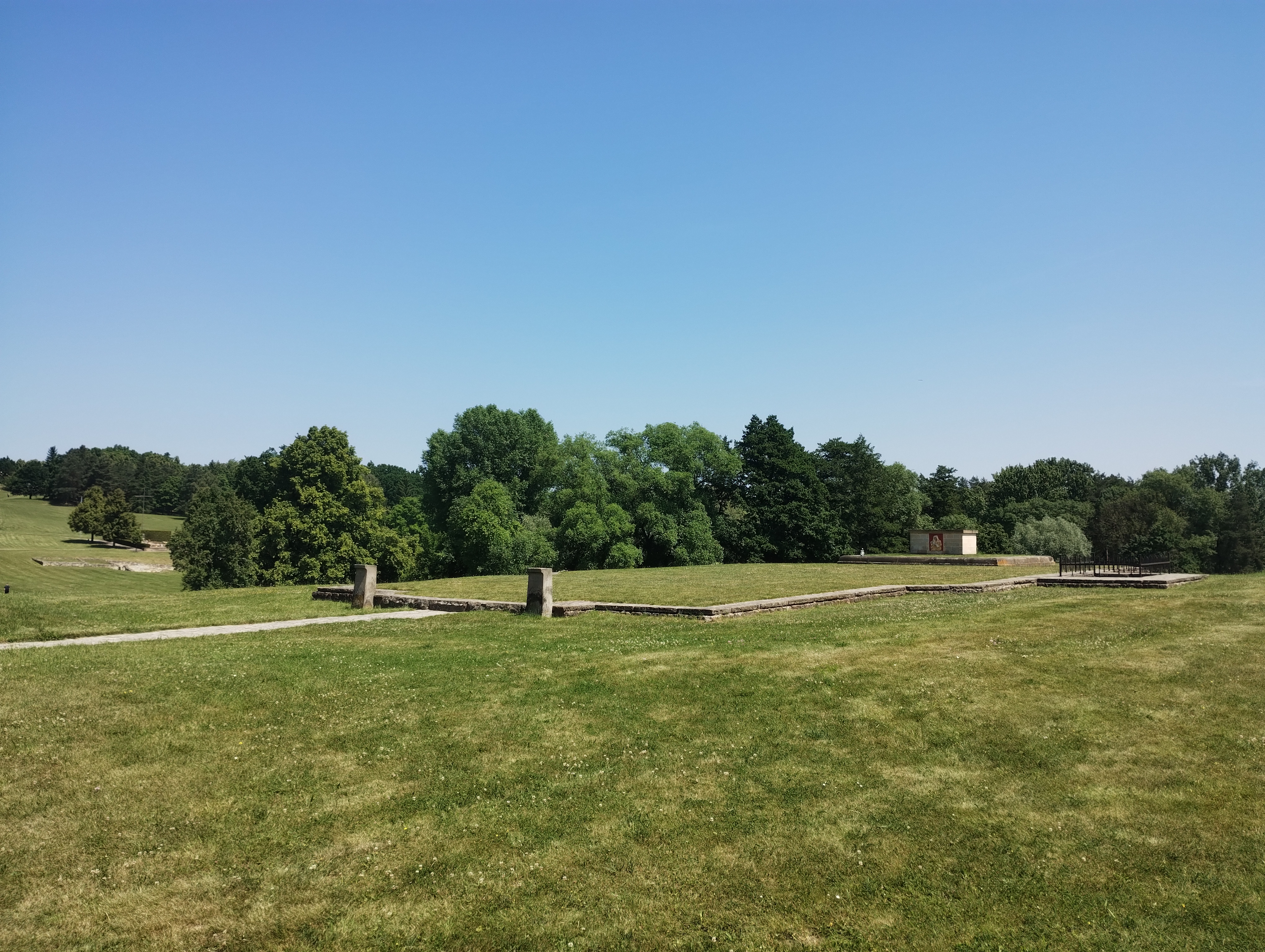
Celkový pohled